# Да Коста, Стефан
Стефа́н Да Коста́ (фр. Stéphane Da Costa; род. 11 июля 1989, Париж) — французский хоккеист, центральный и правый нападающий, игрок клуба КХЛ «Автомобилист» и сборной Франции. Занимает 11-е место среди лучших бомбардиров в истории КХЛ (третье место среди хоккеистов не из России после Найджела Доуса и Мэтта Эллисона).

## Карьера

### Клубная
Воспитанник школы французского клуба «Вири-Шатильон Эссонн», выступал в его составе до 2005 года. Сезон 2005/06 Да Коста провёл в составе клуба «Амьян», после чего перебрался в Северную Америку, в команду Североамериканской хоккейной лиги «Техас Торнадо», за время выступления в составе техасцев набрал 40 очков: 23 гола и 17 голевых передач в 50 матчах, что стало третьим результатом в рейтинге бомбардиров клуба.
Вторым клубом в карьере Стефана стал «Сиу Сити Маскетирз» из Хоккейной лиги Соединённых Штатов (USHL), где отметился в 51 встрече 12 голами и 25 голевыми передачами (37 очков) в регулярном чемпионате, что позволило «мушкетёрам» выйти в плей-офф. В четырёх встречах плей-офф Да Коста забросил шайбу и отдал три голевые передачи. Во втором сезоне он набрал уже 67 очков (31+36) в 48 встречах, однако даже этого не хватило клубу для продолжения выступления в плей-офф.
С 2009 по 2011 годы Да Коста выступал за команду колледжа Мерримак (Норт-Эндовер, штат Массачусетс), в своей второй игре Стефан сумел забросить пять шайб в ворота «Арми Блэк Найтс». Сезон он закончил с 16 голами и 29 передачами в активе по итогам 34 встреч, завоевав серию призов как лучшему молодому игроку всего чемпионата, колледжа и Восточного побережья США. Он отклонил многочисленные предложения клубов НХЛ и продолжил играть за клуб: в следующем сезоне в 33 встречах он забросил 14 шайб и отдал 31 голевую передачу. Часть встреч он пропустил в феврале 2011 года из-за травмы колена.
31 марта 2011 года Стефан подписал контракт с клубом «Оттава Сенаторз», дебютировав 2 апреля 2011 года в игре с «Торонто Мейпл Лифс». Таким образом, Стефан стал шестым французским игроком в НХЛ.
В сезоне 2013/14 25-летний форвард провёл 12 матчей в НХЛ за «Оттаву», набрав в них 4 (3+1) очка. В АХЛ на его счету 58 (18+40) очков в 56 встречах.
12 июля 2014 года Стефан подписал контракт с клубом КХЛ ЦСКА сроком на 1 год.
Дебютировал в КХЛ 5 сентября 2014 года в матче против московского «Динамо» (4:1) и набрал 3 очка (2+1). Набирал очки в 14 из первых 15 матчей в КХЛ. 3 декабря 2014 года набрал 6 очков (3+3) в матче против «Северстали» (9:1), проведя на площадке 13 мин и 51 сек. Да Коста стал первым французом в истории КХЛ, забросившим три шайбы в одной игре. 11 февраля 2015 года в матче против «Слована» (12:0) набрал 5 очков (1+4). Всего в сезоне 2014/15 в регулярном сезоне КХЛ Да Коста, играя в тройке с Александром Радуловым, набрал 62 очка (30+32) в 46 матчах, а в серии плей-офф — 8 очков (4+4) в 11 матчах. В сезоне 2015/16 из-за травмы Да Коста в регулярном сезоне КХЛ провёл только 24 матча, в которых набрал 14 очков (7+7). В плей-офф ЦСКА дошёл до финала Кубка Гагарина, а француз набрал 12 очков (7+5) в 18 матчах. Сезон 2016/17 также сложился не очень удачно — 20 очков (9+11) в 24 матчах. В 10 матчах плей-офф француз набрал 8 очков (4+4).
14 октября 2017 года перешёл в швейцарский клуб «Женева-Серветт». В 28 матчах набрал 25 очков (8+17), в 5 матчах плей-офф набрал 4 очка (2+2).
В сезоне 2018/19 вернулся в КХЛ, подписав контракт с «Автомобилистом» из Екатеринбурга. В регулярном сезоне набрал 48 очков (22+26) в 58 матчах, в плей-офф в 8 матчах набрал 3 очка (1+2).
В сезоне 2019/20 играл за ярославский «Локомотив»: 35 очков (14+21) в 58 матчах.
6 мая 2020 года подписал однолетний контракт с казанским «Ак Барсом», который стал четвёртым российским клубом в карьере Стефана. 14, 22 и 24 декабря 2020 года в трёх гостевых матчах подряд против «Йокерита», «Спартака» и московского «Динамо» набрал по три очка. Всего в 52 матчах регулярного сезона набрал 57 очков (27+30) и вошёл в пятёрку лучших бомбардиров сезона.
С сезона 2021/22 выступает за «Автомобилист». В сезоне 2021/22 набрал 30 очков (14+16) в 40 матчах. В следующем сезоне набрал 56 очков (20+36) в 54 матчах. В сезоне 2023/24 набрал 54 очка (18+36) в 60 матчах.
18 ноября 2024 года в матче против «Нефтехимика» (1:3) стал 12-м хоккеистом в истории КХЛ, набравшим 400 очков в регулярных сезонах. Стефану потребовалось для этого провести 442 матча.

### В сборной
Дебютировал за юниорскую сборную на чемпионате мира 2006 года в группе B, в 2008 и 2009 годах в группе B выступал на молодёжных чемпионатах мира, не раз становился лучшим бомбардиром сборной на турнирах и занимал высокие места в бомбардирской гонке. В сборной выступает с 2009 года, в 11 играх забросил одну шайбу и отдал четыре голевые передачи. На чемпионате мира 2010 года стал одним из трёх лучших игроков сборной Франции. На чемпионате мира 2014 года в матче против Канады оформил дубль, который помог французам сенсационно выиграть в серии буллитов. В составе сборной Франции Да Коста принимал участие в ЧМ-2014 в Минске, где набрал девять (6+3) очков в восьми матчах.

## Достижения
- участник матча звёзд КХЛ: 2016, 2019, 2020.

## Личная жизнь

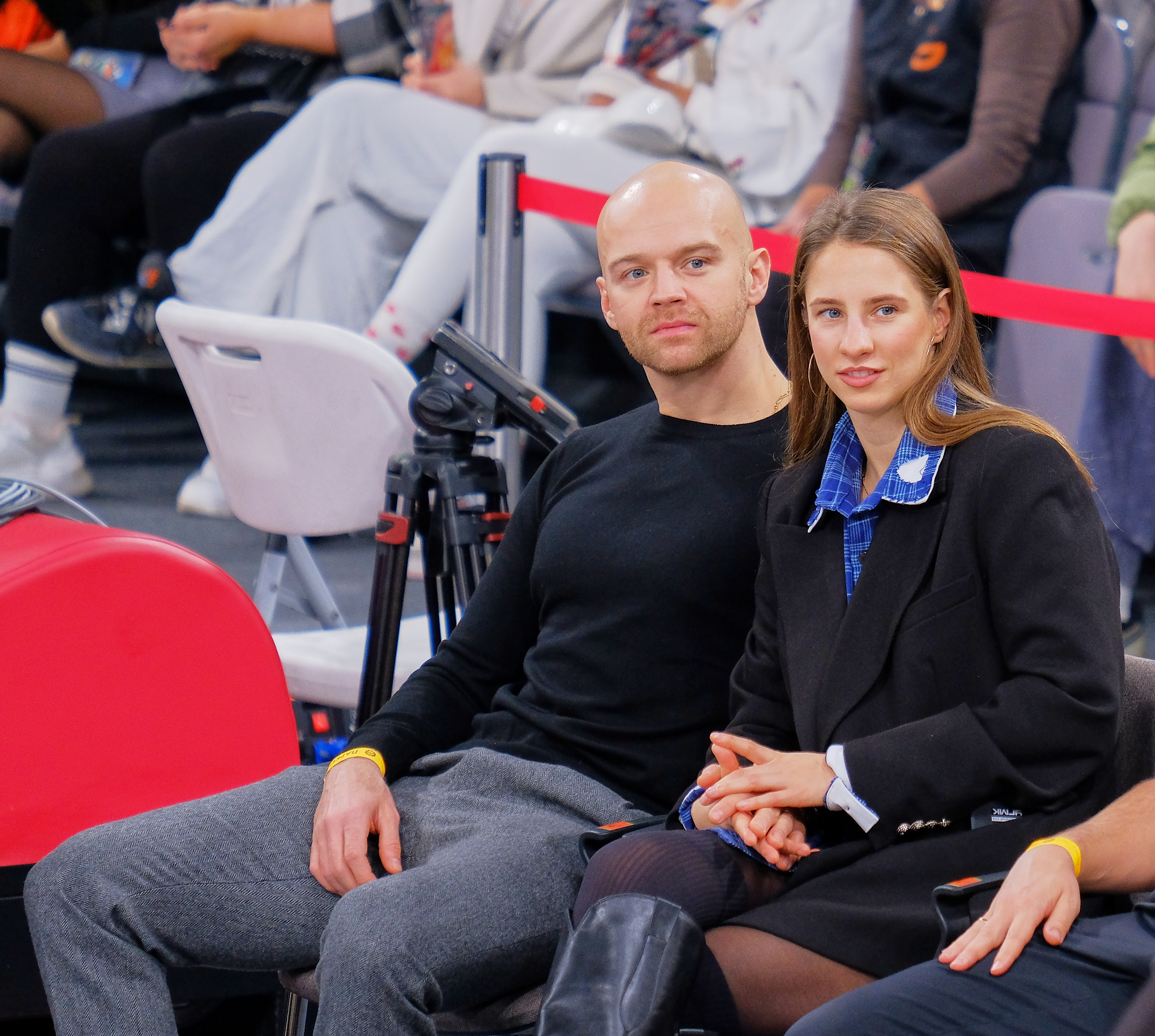
С Ксенией Левченко (2024)

Отец — француз, мать — полька. Есть братья Тедди и Габриэль, оба тоже хоккеисты. Английский язык выучил за время выступлений в команде «Техас Торнадо».